# Hengill
Il vulcano Hengill si trova nell'Islanda sud-occidentale, a sud di Þingvellir. Il vulcano copre un'area di circa 100 chilometri quadrati. Esso è ancora attivo, come testimoniano le sorgenti termali e i vapori che fuoriescono dal terreno, ma l'ultima eruzione documentata è di quasi 2000 anni fa. Di questa regione fa parte il piccolo villaggio di Hveragerði.
È una primaria fonte di energia per il sud del paese, infatti vi si trova la centrale di Hellisheiði per lo sfruttamento dell'energia geotermica, sulla sponda occidentale del lago Þingvallavatn. Quest'area, con le sue montagne e sorgenti termali, è ottima per il trekking.
Alcune leggende e saghe sono connesse con la regione del vulcano Hengill; per esempio, quella riguardante la troll Jóra: si dice che essa attendesse nascosta innocenti viandanti o cavalieri sul sentiero per il Dyrafjöll, fino a che un giovane contadino non l'uccise mentre dormiva.